# Chris Godwin
(en) Statistiques sur pro-football-reference
Rod Christopher "Chris" Godwin Jr., né le 27 février 1996 à Philadelphie, est un sportif professionnel américain de football américain jouant depuis la saison 2017 pour la franchise des Buccaneers de Tampa Bay au poste de wide receiver au sein de la National Football League (NFL).
Au niveau universitaire, il a joué pendant trois saisons au sein de la NCAA Division I FBS pour les Nittany Lions de l'université d'état de Pennsylvannie avant d'être sélectionné en 84e choix global lors du troisième tour de la draft 2017 de la NFL par les Buccaneers avec qui il remporte le Super Bowl LV en fin de saison 2020.

## Biographie

### Jeunesse
Godwin étudie au lycée de Middletown dans le Delaware. Il y pratique le football américain de niveau lycéen (High school) avec l'équipe des Cavaliers de Middleton où il est un élément clé, permettant à son équipe de compter 41 victoires pour seulement 7 défaites en quatre ans avec deux titres de champion de l'État. Il gagne plus de 700 yards par saison et lors de sa dernière en totalise 1 150 avec 16 touchdowns en réceptions. Godwin cumule les distinctions au lycée, telles que celle de meilleur joueur de l'année Gatorade du Delaware lors de son année senior, une sélection pour le match All-American Under Armour de 2013, une désignation de joueur All-State lors de ses saisons sophomore, junior et senior, et quatre sélections dans la meilleure équipe des conférences de l'État aux postes de wide receiver et de kick returner. Considéré comme une potentielle recrue quatre étoiles par les quatre principales agences de recrutement, il est désigné meilleur joueur du Delaware et figure parmi les 30 meilleurs joueurs au niveau national au poste de receveur par ESPN, Rivals.com et 247Sports.com .

### Carrière universitaire
In Godwin intègre l'université d'État de Pennsylvanie et y joue pour son équipe des Nittany Lions pendant trois saisons au football américain universitaire dans la NCAA Division I FBS. Lors de son année freshman, il participe aux 13 matchs totalisant 338 yards en 26 réceptions. Il émerge en tant que leader au poste de wide receiver lors de son année sophomore gagnant 1 101 yards et inscrivant 5 touchdowns en réceptions. Il gagne plus de 100 yards en réception à l'occasion de 5 matchs dont son record à 133 yards à l'occasion du  TaxSlayer Bowl contre les Bulldogs de la Géorgie.
En 2016, Godwin fait l'objet d'une double couverture par les défenseurs adverses. Après avoir peiné à trouver son rythme au début de sa saison junior, Godwin terminé avec gagne 117 yards et inscrit un touchdown en réception contre les Owls de Temple. Lors de ce qui va s'avérer être son dernier match avec les Nittany Lions, Godwin enregistre un record personnel de 187 yards en neuf réceptions et isncrit deux touchdowns lors de la défaite au Rose Bowl 2017 contre les Trojans de l'USC. Plus tard dans le mois, Godwin annonce qu'il va se présenter à la draft 2017 de la NFL,.

### Carrière professionnelle

#### Draft
Godwin est sélectionné en 84e choix global lors du troisième tour de la draft 2017 de la NFL par la franchise des Buccaneers de Tampa Bay,.

#### Buccaneers de Tampa Bay
Lors du match du dimanche 19 décembre 2021 contre les Saints de La Nouvelle-Orléans au Raymond James Stadium de Tampa en Floride, Godwin se déchire le ligament croisé antérieur du genou droit, ce qui met un terme à sa saison. Cette blessure est occasionnée lors de la réception d'une passe du quarterback Tom Brady, son genou étant alors heurté par le cornerback P. J. Williams.
Le 11 mars 2025, Godwin signe une prolongation de contrat de trois ans pour un montant de 66 millions de dollars avec les Buccaneers,.

## Statistiques
| Année       | Équipe                      | Statut      | MJ |     | Passes réceptionnées | Passes réceptionnées | Passes réceptionnées | Passes réceptionnées |       | Courses | Courses | Courses | Courses |
| Année       | Équipe                      | Statut      | MJ | Nb. | Yards                | Moy.                 | TD                   | Nb.                  | Yards | Moy.    | TD      |         |         |
| 2014        | Nittany Lions de Penn State | Fr.         | 13 | 26  | 0 338                | 13,0                 | 02                   | 2                    | 01    | 00,5    | 0       |         |         |
| 2015        | Nittany Lions de Penn State | So.         | 13 | 69  | 1 101                | 16,0                 | 05                   | 0                    | 0     | 00,0    | 0       |         |         |
| 2016        | Nittany Lions de Penn State | Jr.         | 14 | 59  | 0 982                | 16,6                 | 11                   | 1                    | 13    | 13,0    | 0       |         |         |
| Totaux NCAA | Totaux NCAA                 | Totaux NCAA | 40 | 164 | 2 421                | 15,5                 | 18                   | 3                    | 14    | 04,7    | 0       |         |         |

| Année      | Équipe                  | MJ  |                | Passes réceptionnées | Passes réceptionnées | Passes réceptionnées | Passes réceptionnées |                | Courses        | Courses        | Courses | Courses |  | Fumbles | Fumbles |
| Année      | Équipe                  | MJ  | Nb.            | Yards                | Moy.                 | TD                   | Nb.                  | Yards          | Moy.           | TD             | Nb.     | Perdus  |  |         |         |
| 2017       | Buccaneers de Tampa Bay | 16  | 34             | 0 525                | 15,4                 | 1                    | 0                    | 0              | 0,0            | 0              | 0       | 0       |  |         |         |
| 2018       | Buccaneers de Tampa Bay | 16  | 59             | 0 842                | 14,3                 | 7                    | 0                    | 0              | 0,0            | 0              | 4       | 1       |  |         |         |
| 2019       | Buccaneers de Tampa Bay | 14  | 86             | 1 333                | 15,5                 | 9                    | 1                    | 8              | 8,0            | 0              | 0       | 0       |  |         |         |
| 2020       | Buccaneers de Tampa Bay | 12  | 65             | 0 840                | 12,9                 | 7                    | 0                    | 0              | 0,0            | 0              | 1       | 0       |  |         |         |
| 2021       | Buccaneers de Tampa Bay | 14  | 98             | 1 103                | 11,3                 | 5                    | 4                    | 21             | 5,3            | 1              | 2       | 2       |  |         |         |
| 2022       | Buccaneers de Tampa Bay | 15  | 104            | 1 023                | 09,8                 | 3                    | 3                    | 5              | 1,7            | 0              | 2       | 2       |  |         |         |
| 2023       | Buccaneers de Tampa Bay | 17  | 83             | 1 024                | 12,3                 | 2                    | 4                    | 38             | 9,5            | 1              | 0       | 0       |  |         |         |
| 2024       | Buccaneers de Tampa Bay | 07  | 50             | 0 556                | 11,5                 | 5                    | 1                    | 2              | 2,0            | 0              | 1       | 0       |  |         |         |
| 2025       | Buccaneers de Tampa Bay | ?   | Saison à venir | Saison à venir       | Saison à venir       | Saison à venir       | Saison à venir       | Saison à venir | Saison à venir | Saison à venir |         |         |  |         |         |
| Totaux NFL | Totaux NFL              | 111 | 579            | 5 266                | 12,5                 | 39                   | 13                   | 74             | 5,7            | 2              | 10      | 5       |  |         |         |

| Année      | Équipe                  | MJ |                      | Passes réceptionnées | Passes réceptionnées | Passes réceptionnées | Passes réceptionnées |                      | Courses              | Courses              | Courses | Courses |  | Fumbles | Fumbles |
| Année      | Équipe                  | MJ | Nb.                  | Yards                | Moy.                 | TD                   | Nb.                  | Yards                | Moy.                 | TD                   | Nb.     | Perdus  |  |         |         |
| 2020       | Buccaneers de Tampa Bay | 4  | 16                   | 232                  | 14,5                 | 1                    | 1                    | 6                    | 6,0                  | 0                    | 0       | 0       |  |         |         |
| 2021       | Buccaneers de Tampa Bay | 0  | Blessé, n'a pas joué | Blessé, n'a pas joué | Blessé, n'a pas joué | Blessé, n'a pas joué | Blessé, n'a pas joué | Blessé, n'a pas joué | Blessé, n'a pas joué | Blessé, n'a pas joué | -       | -       |  |         |         |
| 2022       | Buccaneers de Tampa Bay | 1  | 10                   | 085                  | 08,5                 | 0                    | 0                    | 0                    | 0,0                  | 0                    | 0       | 0       |  |         |         |
| 2023       | Buccaneers de Tampa Bay | 2  | 08                   | 085                  | 10,6                 | 1                    | 0                    | 0                    | 0,0                  | 0                    | 0       | 0       |  |         |         |
| Totaux NFL | Totaux NFL              | 7  | 34                   | 402                  | 11,8                 | 2                    | 1                    | 6                    | 6,0                  | 0                    | 0       | 0       |  |         |         |

## Vie privée
En 2019, Godwin et son épouse Mariah DelPercio (à l'époque ils étaient fiancés) créent leur fondation dénommé Team Godwin Foundation qui vise à avoir un impact sur les animaux dans le besoin en fournissant une aide financière aux refuges et aux groupes de sauvetage locaux.